# Cormophyte

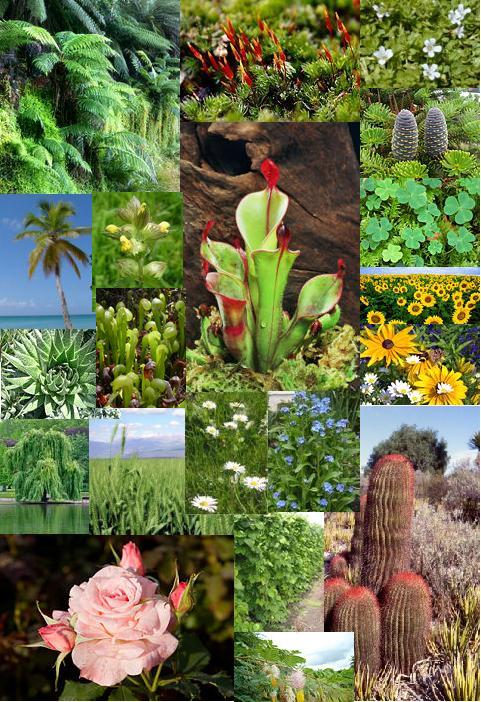
Divers cormophytes.

Un cormophyte est une plante dont l'appareil végétatif est un cormus (du latin cormus signifiant tige, issu du grec kormos signifiant tronc), c'est-à-dire composé d'au moins deux organes, la tige et les feuilles, avec ou sans racines, par opposition au thalle des thallophytes.
Le terme de « cormophyte » date de la première moitié du XIXe siècle et de la classification de Endlicher qui a séparé le règne végétal entre thallophytes et cormophytes dans son ouvrage Genera plantarum secundum ordines naturales disposita (1836-1840). Ce terme, utilisé dans la classification classique du règne végétal, est devenu obsolète et n'a plus lieu d'être dans le cadre phylogénétique formalisé dans les années 1960.
Les Cormophytes groupent les bryophytes, dont le cormus non vascularisé et dépourvu de racines, représente la phase haploïde de leur développement et les trachéophytes (ptéridophytines et spermatophytines) dont le cormus, vascularisé et portant des racines également vascularisées, représente la phase diploïde de leur développement. La reproduction des cormophytes fait également de ces végétaux des Archégoniates ou plantes à archégones.
Cette appellation, bien que plus ancienne, est moins répandue que son synonyme Embryophyta.

## Classification
Les sous-taxons de l'infra-règne des Cormophyta sont, :
- infra-règne des Cormophyta
  - embranchement des Bryophyta s.l. (paraphylétique)
    - sous-embranchement des Hepaticae
    - sous-embranchement des Musci
      - infra-embranchement des Bryatae (paraphylétique)
      - infra-embranchement des Sphagneae

    - sous-embranchement des Anthocerotae

  - embranchement des Tracheophyta
    - sous-embranchement des Pteridophytina (paraphylétique)
    - sous-embranchement des Spermatophytina
      - infra-embranchement des Gymnospermae (paraphylétique)
      - infra-embranchement des Angiospermae